# Димчево
Димчево (болг. Димчево) — село в Бургасской области Болгарии. Входит в состав общины Бургас. Находится примерно в 12 км к югу от центра города Бургас. По данным переписи населения 2011 года, в селе  проживало 174 человека.

## Население
| Год     | 1934 | 1946 | 1956 | 1965 | 1975 | 1985 | 1992 | 2001 | 2011 |
| ------- | ---- | ---- | ---- | ---- | ---- | ---- | ---- | ---- | ---- |
| Жителей | 418  | 419  | 411  | 326  | 223  | 171  | 191  | 189  | 174  |

| Национальность | Человек | Процент |
| -------------- | ------- | ------- |
| болгары        | 153     | 94,44%  |
| турки          | 6       | 3,7%    |
| Всего ответов  | 162     |         |

|  |